# Roland Heintze
Roland Heintze (ur. 29 kwietnia 1973 w Hamburgu) – niemiecki polityk, przedsiębiorca i działacz społeczny, poseł do parlamentu Hamburga, przewodniczący CDU w Hamburgu.

## Życiorys
W 1992 zdał egzamin maturalny. W 1999 ukończył studia z zakresu nauk politycznych na Uniwersytecie w Hamburgu. W latach 90. pracował jako niezależny dziennikarz gospodarczy, pisząc m.in. dla niemieckiego wydania „Financial Times”, „Die Welt” i „Hamburger Abendblatt”. Od 1999 związany z przedsiębiorstwem konsultingowym, w 2003 został dyrektorem i udziałowcem spółki prawa handlowego z tej branży.
Zaangażował się w działalność partyjną w ramach Unii Chrześcijańsko-Demokratycznej. Był radnym lokalnym i radnym okręgu Eimsbüttel (1998–2004). W 2004 po raz pierwszy wybrany do regionalnego parlamentu, reelekcję uzyskiwał w 2008 i 2011. Pełnił również funkcję przewodniczącego krajowych struktur Lesben und Schwule in der Union, organizacji osób LGBT afiliowanej przy CDU/CSU.
W 2013 został wskazany jako kandydat na pierwsze miejsce hamburskiej listy CDU w wyborach europejskich w 2014, jednakże nie uzyskał mandatu. Również w 2019 był liderem krajowej listy chadeków do PE, ponownie nie uzyskując miejsca w tym gremium.
W 2015 wybrany na przewodniczącego CDU w Hamburgu; zajmował to stanowisko do 2020.